# رود زنیباکو
رود زنیباکو (به لاتین: Zenibako River) یک رود در ژاپن است که در Hokkaido Prefecture واقع شده‌است.